# Augerine
Hibiscus liliiflorus
Espèce
Synonymes
- Abelmoschus genevii Walp.[2]
- Hibiscus arnottii Griff. ex Mast.[2]
- Hibiscus boryanus DC.[2]
- Hibiscus cooperi auct.[2]
- Hibiscus festalis Salisb.[2]
- Hibiscus genevii Bojer ex Hook.[2]
- Hibiscus liliiflorus Griff. ex Mast.[2]
- Hibiscus rosa-sinensis var. rosa-sinensis[2]
- Hibiscus storckii Seem.[2]
- Malvaviscus fragilis Bory ex DC.[2]
- Malvaviscus puniceus Bory ex DC.[2]

L’augerine, également appelée communément mandrinette (Hibiscus liliiflorus), est une espèce de plantes à fleurs de la famille des Malvacées endémique de l'île Rodrigues, dépendance mauricienne dans l'océan Indien.

## Distribution
L'augerine poussait autrefois à La Réunion également. L'espèce y est aujourd'hui présumée éteinte. À Rodrigues même, il ne reste plus qu'un seul spécimen dans la nature. Il se trouve à proximité de Cascade Mourouk. Aussi, de jeunes plants sont cultivés en pépinière sur place, à l'île Maurice (notamment au jardin botanique de Pamplemousses), à la Réunion, puis à Nancy et à Kew grâce aux greffons qui ont été prélevés et installées à La Réunion.
Les floraisons qui s'ensuivirent furent particulièrement protégées pour éviter des croisements avec d'autres Hibiscus et la production de graines fertiles a donné de nombreux jeunes plants.